# Alia Bhatt
Alia Bhatt (Hindi: आलिया भट्ट, geboren op 15 maart 1993) is een Indiase actrice en model. Ze acteert voornamelijk in Bollywoodfilms en heeft al verschillende prijzen gewonnen.
Alia is de dochter van filmregisseur Mahesh Bhatt en actrice Soni Razdan, ze is de halfzus van acteur Pooja Bhatt en het nichtje van acteur Emraan Hashmi en filmregisseur Mohit Suri. Op 14 april 2022 stapte ze in het huwelijksbootje met acteur Ranbir Kapoor. Op 6 november van datzelfde jaar verwelkomde het stel een dochter.

## Filmografie
| Jaar | Film                            | Rol                      | Notities                   |
| ---- | ------------------------------- | ------------------------ | -------------------------- |
| 1999 | Sangharsh                       | jonge Reet Oberoi        |                            |
| 2012 | Student of the Year             | Shanaya Singhania        |                            |
| 2014 | Highway                         | Veera Tripathi           |                            |
| 2014 | 2 States                        | Ananya Swaminathan       |                            |
| 2014 | Humpty Sharma Ki Dulhania       | Kavya Pratap Singh       |                            |
| 2014 | Going Home                      |                          | korte film                 |
| 2014 | Ugly                            | jonge Shalini            | cameo                      |
| 2015 | Shaandaar                       | Alia Arora               |                            |
| 2016 | Kapoor & Sons                   | Tia Malik                |                            |
| 2016 | Udta Punjab                     | Bauria/Mary Jane         |                            |
| 2016 | Ae Dil Hai Mushkil              | DJ                       | cameo                      |
| 2016 | Dear Zindagi                    | Kaira                    |                            |
| 2017 | Badrinath Ki Dulhania           | Vaidehi Trivedi          |                            |
| 2018 | Welcome to New York             |                          | cameo                      |
| 2018 | Raazi                           | Sehmat Khan              |                            |
| 2018 | Zero                            | zichzelf                 | gastoptreden               |
| 2019 | Gully Boy                       | Safeena Firdausi         |                            |
| 2019 | Kalank                          | Roop Chaudhry            |                            |
| 2019 | Student of the Year 2           |                          | nummer "The Hook Up Song"  |
| 2020 | Angrezi Medium                  |                          | nummer "Kudi Nu Nachne De" |
| 2020 | Sadak 2                         | Aarya Desai              |                            |
| 2022 | Gangubai Kathiawadi             | Gangubai Kathiawadi      |                            |
| 2022 | RRR                             | Sita                     | Telugu film                |
| 2022 | Darlings                        | Badrunissa Ansari Shaikh | ook producent              |
| 2022 | Brahmāstra: Part One – Shiva    | Isha Chatterjee          |                            |
| 2023 | Rocky Aur Rani Kii Prem Kahaani | Rani Chatterjee          |                            |
| 2023 | Heart of Stone                  | Keya Dhawan              | amerikaanse film           |
| 2024 | Jigra                           | Satya Anand              | ook producent              |